# Le Grand Bleu
Le grand bleu es una película  italofrancoestadounidense de 1987, de los géneros de drama y deporte dirigida por Luc Besson, y con Jean-Marc Barr, Rosanna Arquette y Jean Reno en los papeles principales.
Fue la primera película en lengua inglesa de las dirigidas por Luc Besson. Representa una ficción sobre la rivalidad deportiva entre dos célebres competidores de apnea.
Ganadora del premio César 1989 a la mejor música (Éric Serra), y al mejor sonido (Pierre Befve, Gérard Lamps,François Groult). Ganadora del premio Académie Nationale du Cinéma 1989 (Luc Besson).

## Elenco
- Rosanna Arquette – Johana Baker
- Jean-Marc Barr – Jacques Mayol
- Jean Reno – Enzo Molinari
- Paul Shenar – Dr. Laurence
- Sergio Castellitto – Novelli
- Jean Bouise – tío Louis
- Marc Duret – Roberto
- Griffin Dunne – Duffy
- Andreas Voutsinas – sacerdote
- Valentina Vargas – Bonita
- Kimberley Beck – Sally
- Patrick Fontana – Alfredo
- Alessandra Vazzoler – La Mamma (la madre de Enzo)
- Geoffroy Carey - El supervisor
- Bruce Guerre-Berthelot – Young Jacques
- fr – Enzo de joven
- Claude Besson – el padre de Jacques
- Luc Besson (sin acreditar) – Buzo rubio

## Comentarios
Con sus extensas escenas submarinas y su banda sonora suave y profunda, la película fue elogiada por ser hermosa y serena y, en la misma medida, criticada por ser demasiado tranquila. Mientras fue popular en Europa, la película fue un fracaso comercial en los Estados Unidos, en parte debido a un nuevo montaje del estudio Gaumont para incluir un  simplificado "final feliz" y por el reemplazo de la banda sonora de Serra por una compuesta por Bill Conti. El director más tarde realizó una versión más completa en DVD, destacando el final original y una versión ampliada de la banda sonora de Éric Serra. La película la dedicó el director a su hija, Juliette Besson, que tuvo que ser operada al enfermar mientras él trabajaba en la película.

### Lugares donde se filmó la película
- Chattanooga, Tennessee, EE. UU.
- Agia Anna, Amorgos, Cícladas, Grecia
- Kalotaritissa bay, Amorgos, Cícladas, Grecia
- Marineland (Antibes), Antibes, Alpes Marítimos, Francia
- Puno, Perú
- St. Croix, Islas Vírgenes estadounidenses
- Taormina, Mesina, Sicilia, Italia.
- Cádiz, España